# Фёдоров, Александр Игнатьевич
Алекса́ндр Игна́тьевич Фёдоров (13 февраля 1904, Нижняя Мушка, Сернурская волость, Уржумский уезд, Вятская губерния, Российская империя — 14 февраля 1958, Сернур, Марийская АССР, РСФСР, СССР) — советский государственный, административный и хозяйственный деятель. Депутат Верховного Совета СССР 1-го созыва (1937—1946). Заместитель председателя Марийского областного исполкома и Совета Народных Комиссаров Марийской АССР (1938). Член ВКП(б) с 1939 года. Участник Великой Отечественной войны.

## Биография
Родился 13 февраля 1904 года (по новому стилю) в с. Нижняя Мушка ныне Сернурского района Марий Эл в бедной крестьянской семье. В 11–14 лет — пастух. 
С 1931 года — активный участник организации колхоза, борец с кулачеством, председатель сельсовета в Сернурском районе Марийской автономной области. В 1933 году окончил колхозную школу в п. Сернур Марийской автономной области.  В 1934—1938 годах — председатель колхоза «У кече», который выдвинул его в передовики Сернурского района.
В 1938 году назначен заместителем председателя Марийского областного исполкома / Совета Народных Комиссаров Марийской АССР. Через две недели выдвинут председателем марийского Совета Народных Комиссаров, но после личных настойчивых просьб выдвижение было отменено.
В 1939 году вступил в ВКП(б).
В 1940 году окончил Академию социалистического земледелия в Москве.
С 1941 года — председатель Сернурского районного исполкома, в 1942 году — председатель колхоза «Коммунар» Сернурского района Марийской АССР.
В октябре 1942 года призван в РККА. Участник Великой Отечественной войны: дважды — курсант, связист, заместитель командира стрелковой роты 332 стрелкового полка 241 стрелковой дивизии 27 армии, лейтенант. В 1944 году был тяжело ранен. Демобилизовался из армии в сентябре 1945 года.
В 1937—1946 годах избирался депутатом Верховного Совета СССР 1-го созыва, в 1938—1947 годах — депутатом Верховного Совета Марийской АССР 1-го созыва. После Великой Отечественной войны работал в Сернурском районном Совете депутатов трудящихся 2—4-го созыва.
После окончания полномочий депутата СССР в 1946 году в родном Сернурском районе МАССР: заведующий дорожным отделом, заместитель председателя районного исполкома, с 1952 года — председатель колхоза «Коммунар». В 1950 году окончил Марийские областные партийные курсы.
Награждён медалями и Почётной грамотой Президиума Верховного Совета Марийской АССР.
Женат, дочь — педагог, депутат Верховного Совета СССР 7-го созыва З. А. Фёдорова.
Ушёл из жизни 14 февраля 1958 года в п. Сернур Марийской АССР, похоронен там же.

## Награды
- Медаль «За победу над Германией в Великой Отечественной войне 1941—1945 гг.»[3]
- Почётная грамота Президиума Верховного Совета Марийской АССР (1942)[2]

## Память
- Некоторые личные документы и фотографии депутата и хозяйственника А. И. Фёдорова ныне хранятся в Сернурском музейно-выставочном комплексе имени А. Конакова[5].